# Dzmitryj Daszkiewicz
Dzmitryj Wiaczasławawicz Daszkiewicz (biał. Дзмітрый Вячаслававіч Дашкевіч, ros. Дмитрий Вячеславович Дашкевич, Dmitrij Wiaczesławowicz Daszkiewicz; ur. 20 lipca 1981 w Kuszniarach w rejonie iwacewickim) – białoruski polityk, od 2004 roku przewodniczący Młodego Frontu.

## Życiorys
Wychowywał się w miejscowości Stare Dorohi w obwodzie mińskim, gdzie ukończył szkołę. Studiował w Grodzieńskim Instytucie Rolniczym oraz na Wydziale Slawistyki Wileńskiego Uniwersytetu Pedagogicznego.
Od 2001 jest członkiem organizacji młodzieżowej Młody Front. Kierował jej mińskim oddziałem. 23 maja 2004 został wybrany przewodniczącym. Był uczestnikiem i organizatorem akcji protestu przeciwko rządom prezydenta Alaksandra Łukaszenki. W latach 2005–2006 brał udział w kampanii przedwyborczej opozycyjnego kandydata na prezydenta Białorusi Alaksandra Milinkiewicza. Po wyborach prezydenckich, które odbyły się 19 marca 2006, współorganizował demonstracje opozycji, był jednym z liderów „miasteczka namiotowego” na placu Październikowym w Mińsku.
15 września 2006 został zatrzymany pod zarzutem działalności w niezarejestrowanej organizacji (art. 193.1 Kodeksu Karnego Republiki Białorusi). 1 listopada 2006 został skazany na 1,5 roku pozbawienia wolności. W trakcie odbywania wyroku postawiono mu zarzut z art. 402 Kodeksu Karnego: odmowa albo uchylenie się świadka od składania zeznań w związku z jego odmową świadczenia przeciwko innym działaczom Młodego Frontu. 9 listopada 2007 został ukarany grzywną w wysokości 60 jednostek bazowych (1 860 000 rubli białoruskich). Amnesty International uznała go za więźnia sumienia i wezwała władze Białorusi do jego uwolnienia. 23 stycznia 2008 został przedterminowo zwolniony. Po wyjściu na wolność kontynuował działalność w Młodym Froncie.
18 grudnia 2010, dzień przed wyborami prezydenckimi, został zatrzymany w Mińsku wspólnie z innym działaczem Młodego Frontu Eduardem Łobawem pod zarzutem chuligaństwa (według informacji milicji mieli się oni dopuścić pobicia dwóch mężczyzn). Został osadzony w izolatorze śledczym przy ul. Wołodarskiego w Mińsku. 24 marca 2011 został skazany na 2 lata pozbawienia wolności. Po wyroku przebywał w areszcie w Żodzinie, skąd 24 czerwca został przeniesiony do kolonii karnej w Horkach, gdzie trzykrotnie był osadzany w karcerze za rzekome naruszenia reżimu odbywania kary. Następnie był przenoszony do aresztów w Mohylewie i Witebsku. 27 września 2011 trafił do kolonii karnej w Głębokim. Przebywał w celi jednoosobowej. 28 sierpnia 2012 został skazany za niepodporządkowanie się wymaganiom administracji zakładu karnego. Do dotychczasowego wyroku doliczono kolejny rok. 4 września 2012 został przeniesiony do aresztu w Witebsku. 20 września ujawniono, że przebywa w kolonii w Mozyrzu. Następnie został przeniesiony do więzienia w Grodnie. 28 sierpnia 2013 po odbyciu wyroku opuścił więzienie w Grodnie.
Organizacje obrony praw człowieka zwracają uwagę, że w trakcie odbywania kary Daszkiewicz był wielokrotnie osadzany w karcerach, odmawiano mu możliwości spotkania z najbliższymi i nie dopuszczano do niego adwokata oraz otrzymywał groźby tortur i gwałtu.
W lipcu 2022 roku Anastasija i Zmicer Daszkiewicz zostali skazani za udział w protestach w 2020 roku. Daszkiewicz miał zostać zwolniony z kolonii w lipcu 2023 roku, został jednak zatrzymany w nowej sprawie karnej. W październiku tego samego roku został skazany na rok kolonii o ścisłym reżimie pod zarzutem złośliwego nieposłuszeństwa wobec administracji kolonii. W maju 2024 r. wszczęto nową sprawę karną przeciwko Daszkiewiczowi, a pod koniec września okazało się, że został on skazany na rok i 3 miesiące więzienia o zaostrzonym rygorze pod zarzutem czynów rażąco naruszających porządek publiczny i umyślnego nieposłuszeństwa wobec żądań władz więziennych.

## Życie prywatne
26 grudnia 2012 w więzieniu w Grodnie wziął ślub cywilny z aktywistką Młodego Frontu Anastasiją Pałażanką.

## Poglądy
Dzmitryj Daszkiewicz jest przeciwnikiem wstąpienia Białorusi do Unii Europejskiej, twierdząc, że będzie ona narzucać jego krajowi sprzeczne z wolą narodu decyzje polityczne oraz obcy system wartości. Według jego słów istnieje taki pogląd, że UE to jeszcze gorsze jarzmo na szyi Białorusi niż ZSRR. Jest zwolennikiem ruchu bezwizowego pomiędzy Białorusią, Rosją, i Ukrainą, podkreślając jednocześnie, że relacje jego kraju z Rosją powinny być relacjami dwóch niepodległych państw.
Daszkiewicz niejednokrotnie wyrażał poglądy o charakterze homofobicznym. Pomimo działalności w organizacji opozycyjnej i wielokrotnych represji ze strony władz, twierdzi, że wolałby na stanowisku prezydenta Białorusi „dyktatora Łukaszenkę” niż jawnego geja. Jego postawa w tej kwestii spotkała się z krytyką ze strony środowisk LGBT na Białorusi. Organizacja broniąca praw homoseksualistów „HiejBiełaruś” umieściła Daszkiewicza na swojej „Czarnej liście”, oskarżając go o pochwalanie homofobii w udzielanych wywiadach.

## Odznaczenia
- Medal 100-lecia Białoruskiej Republiki Ludowej – 2019[10]